# Villa Marcello (Fontanelle)
Villa Tiepolo, Galvani Onigo, Marcello Del Majno è una villa veneta di Fontanelle, in provincia di Treviso.
Si colloca in un'area rurale a nordest del paese.

## Storia
La tradizione la vuole eretta dai Tiepolo come casa di caccia: effettivamente, nel 1660 il nobile opitergino Bernardo Merchiori vendeva a Marin Tiepolo una proprietà terriera localizzata a Soler (antico toponimo della zona). Come testimoniato da una mappa dell'epoca, nel 1682 «Ca' Tiepolo» era già stata ultimata e mostrava un impianto simile a quello odierno; le linee della casa padronale, invece, seguivano ancora i canoni del tradizionale palazzo veneziano.
Nel 1820 il complesso fu venduto ad Antonio Galvani e da questi pervenne alla figlia Elisabetta Galvani, moglie del conte Guglielmo d'Onigo. Fu lei ad attuare alcuni importanti rimaneggiamenti conferendo alla villa l'aspetto attuale; in particolare, le soffitte furono rialzate rendendo la parte centrale dell'ultimo livello abitabile, fu modificata la forma delle aperture della facciata e gli annessi sul retro vennero uniti creando una terrazza intermedia.
Tra la fine del XIX e l'inizio del XX secolo la villa fu ereditata dalla famiglia Del Majno, la quale confluì poi nei Marcello in seguito al matrimonio tra Rosanna Del Majno e Girolamo Marcello.
Durante la Grande Guerra fu depredata dall'esercito austro-ungarico che ne trafugò tutti gli arredi interni. Nel corso della seconda guerra mondiale, pur essendo abitata dai proprietari, il parco e le adiacenze vennero occupati prima da un reparto della marina tedesca, quindi dalla guardia della Repubblica Sociale Italiana, infine da un reparto del genio militare tedesco.